# Nabie Fofanah
Nabie Foday Fofanah (Freetown, 8 febbraio 1980) è un ex velocista guineano.

## Biografia
Nato in Sierra Leone e cresciuto in Guinea, Fofanah è giunto negli Stati Uniti all'età di 10 anni con la famiglia. Ha studiato presso l'Università della Città di New York di New York, competendo ai campionati NCAA.
Internazionalmente ha gareggiato per la Guinea prendendo parte - nonostante non avesse raggiunto lo standard richiesto per la qualificazione - ai Giochi olimpici di Atene 2004 e di Pechino 2008, gareggiando nei 100 e 200 metri piani. Nel 2004 è stato portabandiera della delegazione della Guinea.

Lasciate le competizioni agonistiche, lavora a Los Angeles come preparatore atletico.
Nabie è fratello maggiore di Fatmata Fofanah, con cui ha condiviso le Olimpiadi di Pechino 2008.

## Palmarès
| Anno | Manifestazione      | Sede        | Evento      | Risultato  | Prestazione | Note |
| ---- | ------------------- | ----------- | ----------- | ---------- | ----------- | ---- |
| 2004 | Campionati africani | Brazzaville | 200 m piani | Semifinale | 21"60       |      |
| 2004 | Giochi olimpici     | Atene       | 100 m piani | Batteria   | 10"62       |      |
| 2004 | Giochi olimpici     | Atene       | 200 m piani | Batteria   | 21"45       |      |
| 2005 | Mondiali            | Helsinki    | 200 m piani | Batteria   | 22"16       |      |
| 2008 | Campionati africani | Addis Abeba | 100 m piani | Semifinale | 10"65       |      |
| 2008 | Giochi olimpici     | Pechino     | 200 m piani | Batteria   | 21"68       |      |